# آناتاپندیکا
آناتاپندیکا (انگلیسی: Anathapindika; ۱ ژانویهٔ ۰۶۰۰ – ۱ ژانویهٔ ۰۵۰۰) تاجر، بانکدار و بشردوستی بود که حامی اصلی بودا دانسته می‌شود.